# UPC Česká republika
UPC Česká republika, s.r.o. byla společnost provozující telekomunikační služby v České republice. Od roku 2019 patřila společnosti Vodafone a k 1. dubnu 2020 byla vymazána z českého obchodního rejstříku. Internet a kabelová televize nadále fungují pod značkou Vodafone.

## Historie
Společnost UPC Česká republika vznikla 4. ledna 1991 pod názvem Cable Plus (Cable+, Kabel Plus, Kabel+), svůj novější název dostala 1. září 2000. Začínala jako dodavatel analogových televizních programů prostřednictvím své koaxiální kabelové sítě především ve větších městech na sídlištích a dalších vybraných lokalitách, kudy vedly rozvody. Na podzim roku 2000 začala UPC ve své síti nabízet připojení k internetu s využitím protokolu EuroDOCSIS 1.0. Postupem času došlo k přestavbě sítě, díky níž bylo možné po nových optických rozvodech šířit i další služby a navyšovat rychlost internetového připojení. Od roku 2007 uvedla UPC do provozu digitální kabelovou televizi, založenou na technologii DVB-C, a telefonní služby. Pokračující modernizace sítě a aplikace technologie RFoG umožňuje od roku 2009 využívat ve vybraných lokalitách internetové připojení postavené na protokolu EuroDOCSIS 3.0. Dochází k postupnému vytlačování a omezování analogové televizní nabídky na úkor moderního digitálního vysílání, které nabízí vyšší kvalitu příjmu, programy ve vysokém rozlišení a jejich větší výběr. V roce 2010 byla síť UPC dostupná zhruba půl druhému milionu klientů.
UPC během své existence rozšiřovala své pokrytí nejen výstavbou nových tras, ale také pohlcováním menších firem, které využívají podobných technologií. Mezi nejznámější patřily společnosti Dattelkabel, INNET, FORCOM NET, Forcable, Kabelová televize Karviná, Karneval Media nebo Sloane Park.
Společnosti byl udělen zákaz plnění veřejných zakázek od 9. 11. 2012 do 9. 11. 2014, protože ve výběrovém řízení uvedla reference neodpovídající skutečnosti.
V listopadu roku 2019 bylo oznámeno, že UPC bude fúzovat s operátorem Vodafone, společnosti s ručením omezeným UPC Česká republika a UPC Infrastructure zaniknou.

## Televize
Digitální kabelová televize od UPC využívala standardu DVB-C a nabízela tři základní tarify. Pro provoz UPC dodávalo set-top boxy Horizon HD Mediabox (Kaon KCF-700) či Horizon HD DVR Mediabox (Pace DMC7200), které kromě vysílání HDTV umožňují i záznam televizních pořadů na pevný disk (Horizon HD DVR Mediabox již v základu obsahoval pevný disk pro 300 hodin záznamu) nebo funkci time-shift - přesun v čase u živého vysílání. CA modul pro televize s DVB-C tunerem již nebyl aktivně nabízen (z důvodu zavedení nového prostředí Horizon, které má na CA modulu omezenou funkčnost).
Kromě odběru televizního programu dostal klient automaticky několik dalších služeb, mezi něž patří elektronický programový průvodce (EPG) nebo možnost přepínat si u vybraných kanálů zvukové stopy v různých jazycích včetně příjmu ve standardu Dolby Digital.
V roce 2010 využívalo digitální kabelovou televizi od UPC přes 400 000 zákazníků.

### Technické parametry
UPC ve své DVB-C kabelové televizi používalo z celkově možného UHF rozsahu 49 kanálů/multiplexů celkem 34:
- 20 v rozmezí UHF kanálů 40-59, QAM 64 / 6900 - programové pořady své nabídky, placené podle objednaného tarifu, některé v HD kvalitě (kanál 43 se svým obsahem regionálně liší, má 3 sady)
- 6 v rozmezí UHF kanálů 34-39, QAM 256 / 6900 - programové pořady své nabídky, zpravidla v HD kvalitě a placené (na kanálu 35 je zdarma 47 rozhlasových stanic)
- 8 v rozmezí UHF kanálů 21-28, obdoba programů dosažitelných po DVB-T (2k), zdarma (kanály 27 a 28 jsou sice připravené, ale nevyužité)

Celkově tak UPC poskytovalo
- cca 160 placených televizních programů DVB-C,
- dále zdarma cca 31 televizních programů DVB-T a
- cca 15 analogových televizních programů,
- digitálně 47 radiostanic a
- i další analogová rádia.

## Internet
Internet od UPC si šlo objednat v několika různých variantách, které se od sebe lišily rychlostí stahování a odesílání dat. Další doplňkové služby jako např. statickou IP adresu šlo za pravidelný měsíční paušál dále rozšiřovat. Klient také mohl využít zvýhodněné ceny v kombinaci s televizí. Internetové připojení od UPC pracovalo na protokolu EuroDOCSIS ve verzi 3.0 s využitím technologií FTTx. Všechny nabízené tarify neměly limity na objem přenášených dat ani agregaci mezi uživateli, takže reálné rychlosti odpovídají uváděným specifikacím. Všeobecné podmínky obsahují nekonkrétní ujednání o odpojení v případě nestandardních aktivit. Prakticky pokud připojení budete využívat více hodin do plné rychlosti budete odpojeni.
Nabízené rychlosti za použití údajů uvedených pro společnost UPC lze splnit pouze s agregací nebo omezením rychlosti pro jednotlivá propojení – připojení. Propočet pravdivosti je jednoduchý, výroční zpráva. Obrat děleno průměr platby na přípojku vyjde přibližný počet klientů pokud není uveden. Pokud je počet klientů uveden vezme se prostřední rychlost a vynásobí se vyjde výsledná celková rychlost. Na stránkách NIX se sečtou kapacity jednotlivých přípojek. Výsledná kapacita pak neodpovídá celkové potřebné kapacitě všech klientů a to ani při agregaci 1:30 jak výše uvedeno není agregace. Pokud bychom uvážili i vlastní připojení do zahraničí i při kapacitě 4×100G budou jednotlivé přípojky stále agregovány nebo omezovány na rychlosti připojení.
Prostřednictvím standardního modemu šlo UTP/FTP kabelem připojit jedno zařízení zákazníka (počítač / router). Na síti UPC jsme se mohli setkat především s modemy značky Cisco, Ubee, Technicolor a Compal. V případě, že měl klient zájem o vytvoření bezdrátové sítě doma nebo v kanceláři a připojení až čtyř zařízení po kabelu, může využívat WiFi modem, který v sobě integruje funkce routeru. WiFi modem podporuje standard 802.11n nebo 802.11ac, zabezpečení bezdrátové sítě WPA2 Personal či Enterprise s šifrováním TKIP+AES.
UPC SmartGuard byl bezpečnostní software od společnosti F-Secure, který chránil počítač před hrozbami z internetu. Obsahoval mj. firewall, anti-spyware, anti-spam pro emailové klienty nebo rodičovskou kontrolu s pokročilými možnostmi nastavení. Jednalo se o doporučenou doplňkovou službu ke všem internetovým nabídkám pro domácnosti, u firemní nabídky byl standardní součástí všech tarifů licence na jeden počítač.
V roce 2010 využívalo internet od UPC přes 400 000 zákazníků.
V roce 2015 byla spuštěna služba Wi-Free, umožňující WiFi připojení přes zařízení ostatních zákazníků (kapacita 10/2 Mb/s, max. 5 spojení).

## Telefon
S UPC telefonem šlo kromě klasických hovorů provozovat i konferenční hovory s více účastníky nebo využívat hlasovou schránku pro záznam zmeškaných hovorů. Mezi další pokročilé funkce patřilo pozdržení nebo přesměrování hovoru, zobrazení čísla volajícího, kontrola odchozích volání, odmítnutí příchozích hovorů ze skrytých čísel nebo identifikace volané stanice.
Telefon od UPC využíval pro svoji činnost protokol PacketCable. K připojení do sítě sloužil běžný kabelový modem s integrovaným adaptérem pro telefonní služby. K jednomu modemu mohl klient připojit až dvě linky prostřednictvím standardního konektoru RJ11.
Každému zákazníkovi UPC pronajímalo dle jeho přání standardní šňůrový nebo bezdrátový telefonní přístroj. Na síti UPC jsme se mohli setkat s telefony Panasonic, Philips a Siemens. Všechny byly vybaveny monochromatickým podsvíceným displejem a podporovaly výše zmíněné funkce, využít však šlo i vlastní telefonní přístroj.
Noví uživatelé telefonních služeb dostávali čísla z rozsahu společnosti UPC, nicméně stávající zákazníci služeb jiného poskytovatele moholi využít zpoplatněné služby portace telefonního čísla.
V roce 2010 využívalo telefon od UPC přes 200 000 zákazníků.

## Klamání spotřebitele a další pokuty
Společnost se několikrát dopustila klamání zákazníků:
- 2011 – zvlášť závažné klamání spotřebitele: UPC se ve správním řízení hájila tvrzením, že „svému závazku nemohla dostát vzhledem ke stoupajícím nákladům — nárůstu plateb za energie a poklesu ekonomické výkonnosti“. ČTÚ přitom šetřením zjistil, že „ceny elektrické energie v roce 2012 naopak klesaly a ekonomické výsledky operátora byly v roce 2012 o 130 milionů korun lepší než v roce předchozím“[9].
- 2012 – nesplnění informační povinnosti: podle § 63 odst. 6 zákona o  elektronických komunikacích. UPC v květnu 2012 zvýšilo cenu za používání modemu, začalo požadovat platbu za  využití set-top-boxu a  dále zdražilo měsíční cenu za poskytování internetu, aniž by účastníky informovalo o jejich právu ukončit smlouvu bez sankce ke dni nabytí účinnosti této změny[10]. Pokuta 1 milión korun.